# David Mateos Ramajo
David Mateos Ramajo (Madrid, 22 d'abril de 1987) és un futbolista madrileny. Format al Reial Madrid CF, actualment juga a l'Orlando City.

## Trajectòria
Va començar a jugar al Villarrosa, equip del barri d'Hortaleza, a Madrid. Després de passar unes proves, va entrar a formar part de l'equip Infantil B del Reial Madrid CF, amb dotze anys.
Va ser convocat per primer cop amb el primer equip durant un partit de lliga contra el Racing de Santander el 30 de gener de 2010 amb Manuel Pellegrini com a entrenador.
A l'inici de la temporada 2010-11, va signar un contracte com a professional amb el club blanc, sent convocat per al primer partit de la temporada contra el RCD Mallorca, encara que no va jugar. Amb el traspàs de Rafael van der Vaart al Tottenham Hotspur FC, va obtenir una plaça al primer equip.
Malgrat que durant la temporada és assíduament convocat amb el primer equip, no va arribar a debutar fins al 23 de novembre de 2010, a la Lliga de Campions al camp de l'AFC Ajax, substituint a Lass Diarra. Degut a la seva poca participació en l'equip madrileny, al mercat d'hivern es va especular amb la seva sortida, cedit al Celtic de Glasgow o a l'AEK d'Atenes, el 31 de gener es va fer oficial la cessió a l'AEK fins al final de la temporada.
El juliol de 2011, després de tornar a l'equip madrileny, va tornar a ser cedit, aquest cop al Reial Saragossa, on coincidirà amb el seu antic company al Castella, Juan Carlos.

## Palmarès

### Reial Madrid CF
- 1 Copa del Rei: 2010-11

## Estadístiques
Actualitzades a 13 de juliol de 2011.
| Club            | Temporada | Lliga   | Lliga | Lliga   | Copa    | Copa | Copa    | Europa  | Europa | Europa  | Total   | Total | Total   |
| Club            | Temporada | Partits | Gols  | Assist. | Partits | Gols | Assist. | Partits | Gols   | Assist. | Partits | Gols  | Assist. |
| --------------- | --------- | ------- | ----- | ------- | ------- | ---- | ------- | ------- | ------ | ------- | ------- | ----- | ------- |
| RM Castilla     | 2007–08   | 34      | 1     | —       | —       | —    | —       | —       | —      | —       | 34      | 1     | —       |
| RM Castilla     | 2008–09   | 30      | 0     | —       | —       | —    | —       | —       | —      | —       | 30      | 0     | —       |
| RM Castilla     | 2009–10   | 33      | 1     | —       | —       | —    | —       | —       | —      | —       | 33      | 1     | —       |
| RM Castilla     | Total     | 97      | 2     | —       | —       | —    | —       | —       | —      | —       | 97      | 2     | —       |
| Reial Madrid CF | 2010-11   | 0       | 0     | 0       | 1       | 0    | 0       | 1       | 0      | 0       | 2       | 0     | 0       |
| Reial Madrid CF | Total     | 0       | 0     | 0       | 1       | 0    | 0       | 1       | 0      | 0       | 2       | 0     | 0       |
| AEK d'Atenes    | 2010-11   | 7       | 0     | —       | 2       | 0    | 0       | —       | —      | —       | 9       | 0     | 0       |
| AEK d'Atenes    | Total     | 7       | 0     | 0       | 2       | 0    | 0       | —       | —      | —       | 9       | 0     | 0       |
| Reial Saragossa | 2011-12   | 0       | 0     | 0       | 0       | 0    | 0       | —       | —      | —       | 0       | 0     | 0       |
| Reial Saragossa | Total     | 0       | 0     | 0       | 0       | 0    | 0       | 0       | 0      | 0       | 0       | 0     | 0       |
| Total           | Total     | 104     | 2     | 0       | 3       | 0    | 0       | 1       | 0      | 0       | 108     | 2     | 0       |